# Lova Lakso
Lova Amalia Lakso, 16 maj 1986 i Piteå, är en svensk socionom och författare.
Lakso är uppvuxen i Piteå men är numera bosatt i Göteborg. Hon har arbetat med ensamkommande barn och unga och som kurator på en ungdomsmottagning.
Lakso debuterade som författare 2019 med ungdomsromanen Så jävla kallt på Rabén & Sjögren. År 2024 publicerades ungdomsromanen Utan att passera gå på samma förlag. Utan att passera gå nominerades 2024 till Augustpriset i kategorin för barn- och ungdomslitteratur. Den tilldelades litteraturpriset Prisma för årets barn- och ungdomsbok 2024.